# Списък на националните празници по държави

## Списък на националните празници по държави

### А
- Австралия – 26 януари (Ден на основаването на Австралия – пристигането на първите заселници през 1788 г.)
- Австрия – 26 октомври (Декларация Парламента за неутралитет на Австрия, залегнал в конституцията, 1955 г.)
- Азербайджан – 28 май (Ден на републиката, 1918 г.)
- Албания – 28 ноември (Ден на независимостта – от Турция, 1912 г.)
- Алжир – 1 ноември (Ден на независимостта – от Франция, 1962 г.)
- Англия (Великобритания) – 23 април (Ден на Свети Георги – патрон на нацията)
- Ангола – 11 ноември (Ден на независимостта – от Португалия, 1975 г.)
- Ангила – 30 май (Ден на Ангуила – по повод въвеждането на самостоятелна полиция през 1967 г.)
- Андора – 8 септември (Ден на независимостта – от Франция и Испания, 1993 г.)
- Антигуа и Барбуда – 1 ноември (Ден на независимостта – от Великобритания, 1981 г.)
- Аржентина – 25 май (Ден на въстанието за независимост – срещу Испания, 1810 г.)
- Армения – 28 май (Ден на независимостта – от СССР, 1991 г.)
- Аруба – 18 март (Ден на националния флаг – 1976 г.)
- Афганистан – 19 август (Ден на независимостта – от Великобритания, 1919 г.)

### Б
- Беларус – 3 юли (Ден на освобождението – от Хитлеристка Германия, 1944 г.)
- Белгия – 21 юли (Коронация Леополд I, първи крал на Белгия – 1831 г.)
- Белиз – 10 септември (Ден на Св. Джордж Кайе – патрон на държавата) и 21 септември (Ден на независимостта – от Великобритания, 1981 г.)
- Бангладеш – 26 март (Ден на независимостта – от Пакистан, 1971 г.)
- Барбадос – 30 ноември (Ден на независимостта – от Великобритания, 1966 г.)
- Бахамски острови – 10 юли (Ден на независимостта – от Великобритания, 1973 г.)
- Бахрейн – 16 декември (Ден на нацията – получаване на пълна независимост и отпадане статута на протекторат на Великобритания, 1971 г.)
- Бенин – 1 август (Ден на независимостта – от Франция, 1960 г.)
- Бермудски острови – 24 май (Ден на националните герои – първоначално е честван като Ден на кралица Виктория)
- Боливия – 6 август (Ден на независимостта – от Испания, 1825 г.)
- Босна и Херцеговина – 1 март (Ден на независимостта – от Югославия, 1992 г.; и 25 ноември (Ден на държавността – възстановяване на държавата от марионетната на Италия Независима държава Хърватска, 1943 г.)
- Ботсвана – 30 септември (Ден на независимостта – от Великобритания, 1966 г.)
- Бразилия – 7 септември (Ден на независимостта – от Португалия, обявена през 1822 г.; призната 3 години по-късно)
- Бруней – 23 февруари (Национален ден на Бруней – от 1984 г.)
- Буркина Фасо – 4 август (Годишнина от революцията – 1984 г. и Ден на независимостта – от Франция, 1960 г.)
- Бурунди – 1 юли (Ден на независимостта – от Белгия, 1962 г.)
- Бутан – 17 декември (Начало на управление на династията Вангчук – 1907 г.)
- България – 3 март (Ден на Освобождението на България от османско иго – 1878 г.)

### В
- Вануату – 30 юли (Ден на независимостта – от Франция и Великобритания, 1980 г.)
- Ватикан – 11 февруари (Ден на суверенитета – от Италия, 1929 г.)
- Великобритания – втората събота на юни (Официално честване на рождения ден на кралица Елизабет II)
- Венецуела – 5 юли (Декларация за независимост – от Испания, 1811 г.)
- Виетнам – 2 септември (Декларация за независимост – от Франция, 1945 г.)

### Г
- Габон – 17 август – (Ден на независимостта – от Франция, 1960 г.)
- Гамбия – 18 февруари (Ден на независимостта – от Великобритания, 1965 г.)
- Гана – 6 март (Ден на независимостта – от Великобритания, 1957 г.)
- Гватемала – 15 септември (Ден на независимостта – от Испания, 1821 г.)
- Гвинея – 2 октомври (Ден на независимостта – от Франция, 1958 г.)
- Гвинея-Бисау – 24 септември (Ден на независимостта – от Португалия, 1973 г.)
- Гвиана – 23 февруари (Празник Машрамани по повод Ден на републиката – 1972 г.)
- Германия – 3 октомври (Ден на германското единство – 1990 г.)
- Гибралтар (Великобритания) – 10 септември (Празник на Гибралтар)
- Гренада – 7 февруари (Ден на независимостта – от Великобритания, 1973 г.)
- Грузия – 26 май (Ден на независимостта – от Болшевишка Русия, 1918 г.)
- Гуам (САЩ) – 21 юли (Ден на свободата – от японска окупация, 1944 г.)
- Гърция – 25 март (Ден на независимостта – от Османската империя, декларирана на същата дата през 1821 г., което е начало на войната за независимост)

### Д
- Дания – 5 юни (Ден на конституцията – 1848 г.)
- Джибути – 27 юни (Ден на независимостта – от Франция, 1977 г.)
- Джърси (Великобритания) – 9 май (Ден на свободата, край на окупацията на Ла Манш с края на Втората световна война 1945 г.)
- Доминика – 3 ноември (Ден на независимостта – от Великобритания, 1978 г.)
- Доминиканска република – 27 февруари (Ден на независимостта – от Хаити, 1844 г.) и 16 август (Възстановяване на националната независимост – от Испания, 1865 г.)

### Е
- Египет – 23 юли (Ден на революцията – 1952 г.)
- Еквадор – 10 август (Ден на независимостта – от Испания, 1809 г. – окончателно извоювана на 24 май 1822 г.)
- Екваториална Гвинея – 12 октомври (Ден на независимостта – от Испания, 1968 г.)
- Еритрея – 24 май (Ден на независимостта – от Етиопия, 1993 г.)
- Есватини – 6 септември (Ден на независимостта – от Великобритания, 1968 г.)
- Естония – 24 февруари (Ден на независимостта – от Болшевишка Русия, 1918 г., същият ден се празнува и като Ден на републиката)
- Етиопия – 28 май (Възстановяване на демокрацията – сваляне на диктатурата на Менгисту Хайле Мариам, 1991 г.)

### З
- Замбия – 24 октомври (Декларация за независимост – от Великобритания, 1964 г.)
- Зимбабве – 18 април (Декларация за независимост – от Великобритания, 1980 г.)

### И
- Израел – 14 май (Ден на независимостта – с прекратяване на мандата на Великобритания, 1948 г. върху територията на Палестина)
- Източен Тимор – 20 май (Ден на независимостта – от Индонезия, 2002 г.)
- Индия – 26 януари (Ден на републиката – 1950 г.), 15 август (Ден на независимостта – от Великобритания, 1947 г.) и 2 октомври (Годишнина от рождението на Махатма Ганди – 1869 г.)
- Индонезия – 17 август (Ден на независимостта – от Нидерландия, 1945 г.)
- Иран – 1 април (Ден на ислямската република – 1979 г.)
- Ирак – 17 юли
- Ирландия – 17 март (Ден на Свети Патрик)
- Исландия – 17 юни (Ден на независимостта – от Дания, 1944 г.)
- Испания – 12 октомври (Годишнина от откриването на Америка, 1492 г.)
- Италия – 2 юни (Ден на републиката – 1946 г.)

### Й
- Йемен – 22 май (Ден на обединението – на Северен Йемен и Южен Йемен, 1990 г.)
- Йордания – 25 май (Ден на независимостта – от Великобритания, 1946 г.)

### К
- Кабо Верде – 12 септември (Ден на нацията)
- Казахстан – 25 октомври (Ден на републиката и на държавния суверенитет – 1990 г.)
- Кайманови острови – 1-ви понеделник на юли
- Камбоджа – 9 ноември (Ден на независимостта – от Франция, 1953 г.)
- Камерун – 20 май (Ден на обединената държава Камерун – 1972 г.)
- Канада – 1 юли (Ден на Канада – 1867 г.)
- Катар – 3 септември (Ден на независимостта – от Великобритания, 1971 г.)
- Квебек (Канада) – 24 юни (Ден на патрона на областта Йоан Кръстител)
- Кения – 12 декември (Ден на независимостта – от Великобритания, 1963 г.; същият ден се празнува и като Ден на републиката)
- Киргизстан – 31 август (Ден на независимостта – от СССР, 1991 г.)
- Кипър – 1 октомври (Ден на независимостта – от Великобритания, 1960 г.)
- Кирибати – 12 юли (Ден на независимостта – от Великобритания, 1979 г.)
- Китай – 1 октомври (Ден на Китайската народна република – 1949 г.)
- Колумбия – 20 юли (Обявяване на независимост – от Испания, 1810 г.) и 7 август (Признаване на независимостта – от Испания, 1819 г.)
- Демократична република Конго – 30 юни (Ден на независимостта – от Белгия, 1960 г.)
- Република Конго – 15 август (Ден на независимостта – от Франция, 1960 г.)
- Коморски острови – 6 юли (Ден на независимостта – от Франция, 1975 г.)
- Коста Рика – 15 септември (Ден на независимостта – от Испания, 1821 г.)
- Кот д'Ивоар – 7 август (Ден на независимостта – от Франция, 1960 г.)
- Куба – 1 януари (Ден на свободата, 1959 г.)
- Кувейт – 25 февруари (Ден на нацията)

### Л
- Лаос – 2 декември (Ден на републиката – 1975 г.)
- Латвия – 18 ноември (Ден на независимостта – от Болшевишка Русия, 1918 г.)
- Лесото – 4 октомври (Ден на независимостта – от Великобритания, 1966 г.)
- Либерия – 26 юли (Ден на независимостта – от САЩ, 1847 г.)
- Либия – 1 септември (Ден на революцията – държавен преврат под ръководството на Муамар Кадафи, 1969 г.)
- Ливан – 22 ноември (Ден на независимостта – от Франция, 1943 г.)
- Лихтенщайн – 15 август (Ден на Лихтенщайн)
- Литва – 16 февруари (Ден на независимостта – от Русия, 1918 г.)
- Люксембург – 23 юни (Рожден ден на Великия херцог – празнува се като национален празник от 1947 г. и от 1961 г. няма връзка с истинския рожден ден на херцога)

### М
- Мавритания – 28 ноември (Ден на независимостта – от Франция, 1960 г.)
- Мавриций – 12 март (Ден на независимостта – от Великобритания, 1968 г.)
- Мадагаскар – 26 юни (Ден на независимостта – от Франция, 1960 г.)
- Северна Македония – 8 септември (Ден на независимостта – от Югославия, 1991 г.)
- Малави – 6 юли (Ден на независимостта – от Великобритания, 1964 г.)
- Малайзия – 31 август (Ден на независимостта – от Великобритания, 1957 г.)
- Малдиви – 26 юли (Ден на независимостта – от САЩ, 1965 г.)
- Мали – 22 септември (Ден на независимостта – от Франция, 1960 г.)
- Малта – 21 септември (Ден на независимостта – от Великобритания, 1964 г.)
- Мароко – 2 март (Ден на независимостта – от Франция и Испания, 1956 г.)
- Маршалови острови – 1 май (Ден на независимостта (реално от 21 октомври 1986 г., от САЩ) и Ден на конституцията (1979 г.)
- Мексико – 16 септември (Ден на независимостта – от Испания, обявена на същата дата през 1810 г., извоювана окончателно на 27 септември 1821 г.)
- Мианмар – 4 януари (Ден на независимостта – от Великобритания, 1948 г.); 14 ноември – (Ден на нацията)
- Микронезия – 10 май (Ден на конституцията – 1979 г.)
- Мозамбик – 25 юни (Ден на независимостта – от Португалия, 1975 г.)
- Молдова – 27 август (Ден на независимостта – от СССР, 1991 г.)
- Монако – 19 ноември (Ден на принца)
- Монголия – 11 юли (Ден на революцията и независимостта – от Китай, 1921 г.)

### Н
- Намибия – 21 март (Ден на независимостта – от ЮАР, 1990 г.)
- Науру – 31 януари (Ден на обявяване на независимостта – от Великобритания, Австралия и Нова Зеландия, 1968 г.)
- Непал – 18 февруари (Ден на мъчениците) и 28 декември (Рожден ден на краля и Ден на републиката – 2007 г.)
- Нигер – 18 декември (Ден на републиката, 1958 г.)
- Нигерия – 1 октомври (Ден на независимостта – от Великобритания, 1960 г.)
- Нидерландия – 30 април (Официално честване на рождения ден на кралица Беатрикс, национален празник)
- Никарагуа – 15 септември (Ден на независимостта – от Испания, 1821 г.)
- Ниуе – 6 февруари (Годишнина на договора Вайтанга – 1840 г.)
- Нова Зеландия – 6 февруари (Годишнина на договора Вайтанга – 1840 г.)
- Норвегия – 17 май (Ден на конституцията – 1814 г.)

### О
- Обединени арабски емирства – 2 декември (Годишнина от създаването на федерацията – 1971 г.)
- Острови Кук – 4 август (Ден на конституцията – 1981 г.)
- Ман (Великобритания) – 5 юли (Ден на парламента Тинвалд – по повод на първото заседание на същата дата през 1417 г.)
- Оман – 18 ноември (Рожден ден на султан Кабус бен-Саид ал-Саид, 1940 г.)

### П
- Пакистан – 23 март (Ден на републиката – първата ислямска република в света през 1956 г.) и 14 август (Ден на независимостта – от Великобритания и отделянето на държавата от Индия през 1947 г.)
- Палау – 9 юли (Ден на конституцията – 1981 г.)
- Панама – 3 ноември (Отделяне на държавата като самостоятелна от Колумбия, 1903 г.)
- Папуа Нова Гвинея – 16 септември (Ден на независимостта – от Австралия, 1975 г.)
- Парагвай – 15 май (Ден на независимостта – от Испания, 1811 г.)
- Перу – 28 юли (Ден на независимостта – от Испания, 1821 г.)
- Полша – 3 май (Ден на конституцията) и 11 ноември (Ден на независимостта от Австро-Унгария, Германия и Русия, 1918 г.)
- Португалия – 10 юни (Ден на Португалия – по повод деня в памет на националния поет Луиш ди Камоинш, 1850 г.)
- Приднестровие (Русия) – 2 септември (Ден на независимостта – от СССР, обявена през 1990 г., не е международно призната държава)
- Пуерто Рико (САЩ) – 25 юли (Ден на конституцията – 1952 г.)

### Р
- Руанда – 1 юли (Ден на независимостта – от Белгия, 1962 г.)
- Румъния – 1 декември (Годишнина от възвръщането на Трансилвания и обединението на Румъния, 1918 г.)
- Русия – 12 юни (Ден на Русия – празнува се от 1990 г.)

### С
- Салвадор – 15 септември (Ден на независимостта – от Испания, 1821 г.)
- Самоа – 1 юни (Ден на независимостта – от Нова Зеландия, 1962 г.; забележка: Държавата получава независимостта си на 1 януари същата година, но празникът е изместен на 1 юни по причини от климатичен характер)
- Сан Марино – 3 септември (Ден на републиката – най-старата република в света, 301 г.)
- Сао Томе и Принсипи – 12 юли (Ден на независимостта – от Португалия, 1975 г.)
- Саудитска Арабия – 23 септември (Празник на обединението на кралството – 1923 г.)
- Северен Кипър – 15 ноември (Ден на независимостта – от Кипър, 1983 г., призната само от Турция)
- Северна Ирландия (Великобритания) – 17 март (Ден на Свети Патрик)
- Северна Корея – 8 септември (Създаване на Корейската народно-демократична република през 1948 г.)
- Северни Мариански острови – 8 декември (Ден на конституцията – 1977 г.)
- Сейнт Китс и Невис – 19 септември (Ден на независимостта – от Великобритания, 1983 г.)
- Сейнт Лусия – 22 февруари (Ден на независимостта – от Великобритания, 1979 г.)
- Сейнт Винсент и Гренадини – 27 октомври (Ден на независимостта – от Великобритания, 1979 г.)
- Сейшелски острови – 18 юни (Ден на конституцията – 1993 г.)
- Сенегал – 4 април (Ден на суверенитета – 1960 г.)
- Сиера Леоне – 27 април (Ден на републиката, 1961 г.)
- Сингапур – 9 август (Ден на Сингапур – отделяне от Малайзия като самостоятелна държава през 1965 г.
- Сирия – 17 април (Ден на независимостта – от Франция, 1946 г.)
- Словакия – 29 август (Словашко национално въстание, срещу окупацията на Хитлеристка Германия, 1944 г.) и 1 септември (Ден на конституцията – 1992 г.)
- Словения – 25 юни (Ден на независимостта – от Югославия, 1991 г.)
- Соломонови острови – 7 юли (Ден на независимостта – от Великобритания, 1978 г.)
- Сомалия – 26 юни (Ден на независимостта – от Великобритания, 1960 г.) и 1 юли (Ден на независимостта и Ден на обединението – от Италия, 1960 г.)
- Судан – 1 януари (Ден на независимостта – от Франция и Египет, 1956 г.)
- Суринам – 25 ноември (Ден на независимостта – от Нидерландия, 1975 г.)
- САЩ – 4 юли (Декларация независимост от Великобритания, 1776 г.)
- Сърбия – 15 февруари (Избухване на Първото сръбско въстание за независимост от Османската империя – 1804 г.)

### Т
- Таджикистан – 9 септември (Ден на независимостта – от СССР, 1991 г.)
- Тайван – 10 октомври (Ден на републиката – по повод създаването на Република Китай през 1911 г.)
- Тайланд – 5 декември (Рожден ден на краля, 1927 г.)
- Танзания – 26 април (Ден на обединението – на Танганика и Занзибар в държавата Танзания, 1964 г.)
- Татарстан – 30 август (Ден на суверенитета – от СССР, обявена независимост през 1990 г., непризната спрямо Руска федерация на референдум през 1992 г., има статут на автономия)
- Того – 27 април (Ден на независимостта – от Франция, 1960 г.)
- Тонга – 4 юни (Ден на независимостта – от Великобритания, 1970 г.)
- Тринидад и Тобаго – 31 август (Ден на независимостта – от Великобритания, 1962 г.)
- Тувалу – 1 октомври (Ден на независимостта – от Кирибати, 1975 г.)
- Тунис – 20 март (Ден на независимостта – (декларация) от Франция, 1956 г.)
- Туркменистан – 27 октомври (Ден на независимостта – от СССР, 1991 г.)
- Турция – 29 октомври (Ден на републиката – отказване от статута на Османска империя, 1923 г.)

### У
- Уганда – 9 октомври (Ден на независимостта – от Великобритания, 1962 г.)
- Уелс (Великобритания) – 1 март (Ден на Свети Давид)
- Украйна – 24 август (Ден на независимостта – от СССР, 1991 г.)
- Унгария – 15 март (Ден на революцията, 1848 г.), 20 август (Ден на Свети Ищван I – първи крал и основател на държавата) и 23 октомври (Ден на републиката и революцията, 1956 г.)
- Уругвай – 25 август (Декларация за независимост – от Бразилия, 1825 г.)
- Узбекистан – 1 септември (Ден на независимостта – от СССР, 1991 г.)

### Ф
- Фиджи – 10 октомври (Ден на независимостта – от Великобритания, 1970 г.)
- Филипини – 12 юни (Ден на независимостта – от Испания, 1898 г.)
- Финландия – 6 декември (Ден на независимостта – от Русия, 1917 г.)
- Фландрия – 11 юли (Годишнина от битката при Куртре – 1302 г., начало на борбата за независимост от Франция)
- Франция – 14 юли (Годишнина от превземането на Бастилията – начало на Френската революция, 1789 г.)

### Х
- Хаити – 1 януари (Ден на независимостта – от Франция, 1804 г.)
- Хондурас – 15 септември (Ден на независимостта – от Испания, 1821 г.)
- Хърватия – 25 юни (Ден на независимостта – от Югославия, 1991 г.)

### Ц
- Централноафриканска република – 1 декември (Ден на републиката – 1958 г., получена автономия от Франция)

### Ч
- Чад – 11 август (Ден на независимостта – от Франция, 1960 г.)
- Черна гора – 13 юли (Международно призната за независима държава – Берлински конгрес, 1878 г. и Годишнина от антифашисткото въстание – 1941 г.)
- Чехия – 28 октомври (Ден на възстановената независимост – от Австро-Унгария, 1918 г.)
- Чили – 18 септември (Ден на първото правителство на Чили от 1810 г., което дава началото на борбата за независимост от Испания през 1818 г.)

### Ш
- Швеция – 6 юни (Ден на независимостта – от анексията на Дания, 1523 г.)
- Швейцария – 1 август (Ден на федерацията срещу Свещената Римска империя, 1291 г.)
- Шотландия (Великобритания) – 30 ноември
- Шри Ланка – 4 февруари (Ден на независимостта – от Великобритания, 1948 г.)

### Ю
- ЮАР – 27 април (Ден на свободата – отбелязва се първото участие на чернокожото население в избори през 1994 г., след политиката на апартейд)
- Южна Корея – 15 август (Ден на независимостта – от Япония, 1945 г.)

### Я
- Ямайка – първият понеделник на август (Ден на независимостта – от Великобритания, 1962 г.)
- Япония – 11 февруари (Възникване на нацията – по повод изкачването на първия император на трона, 660 пр.н.е.) и 3 май (Ден на конституцията – 1947 г.)